# Ievgueni Makarov
Ievgueni Kirillovitch Makarov, en russe : Евгений Кириллович Макаров (1842 — 1884) est un peintre et graphiste sujet de l'Empire russe.

## Biographie
Ievgueni Makarov est né le 1er décembre 1842 (13 décembre dans le calendrier grégorien) à Doucheti, près de Tbilissi, dans  le gouvernement de Géorgie-Iméréthie, alors dans l'Empire russe. Il est le fils d'un médecin militaire,.   
Il passe son enfance dans le gouvernement de Tchernigov. Il est élève au lycée de Novgorod-Siverski de 1853 à 1860. Il étudie ensuite à l'Académie impériale des beaux-arts dans la classe du peintre d'histoire d'origine italienne Fiodor Bruni de 1860 à 1871. Il obtient dans cette période deux petites (1865, 1866) et une grande (1866) médailler d'argent. En 1869 il est récompensé d'une petite médaille d'or pour Job et ses amis («Иов и его друзья») et 1871 d'une grande médaille d'or pour sa Résurrection de la fille de Jaïre («Воскрешение дочери Иаира»). En 1872, avec comme motivation « ses réussites notables en peinture », il reçoit le titre de peintre de 1er niveau et le droit en tant que pensionnaire de l'Académie (1872–1874) à un voyage à l'étranger,.  
En 1872, il accompagne le grand-duc Nicolas Nikolaïevitch dans son voyage en Turquie et en Palestine. Il séjourne également à Rome et Paris. Il vit ensuite à Saint-Pétersbourg, mais se rend à plusieurs reprises dans le gouvernement de Tchernigov.     
À la fin des années 1860 et au début des années 1870, il fait partie d'un cercle d'amis dans lequel figurent Victor Vasnetsov, Arkhip Kouïndji et Ilia Répine. Ils voyagent le long de la Volga avec Répine et Fiodor Vassiliev en 1870. Ils descendent le fleuve de Tver à Saratov, et établissent un atelier à Stavropol, près des Monts Jigouli.    
En 1877, Ievgueni Makarov se trouve sur le théâtre de la guerre russo-turque de 1877-1878, et fait partie avec Vassili Verechtchaguine de la suite d'Alexandre II. Il travaille à des commandes de la famille impériale. Il obtient alors le titre d'académicien.     
Il enseigne de 1881 à 1884 à l'école de dessin de la Société d'encouragement des artistes, où il dirige la classe de peinture sur céramique. En 1883 il fait un voyage à Paris financé par la Société d'encouragement des artistes  pour se familiariser avec les méthodes les plus modernes de peinture sur porcelaine et sur faïence. Le projet est sous la direction d'Iefim Iegorov (ru).     
Il meurt le 21 août 1884 (2 septembre dans le calendrier grégorien) à Saint-Pétersbourg.     

## Œuvre

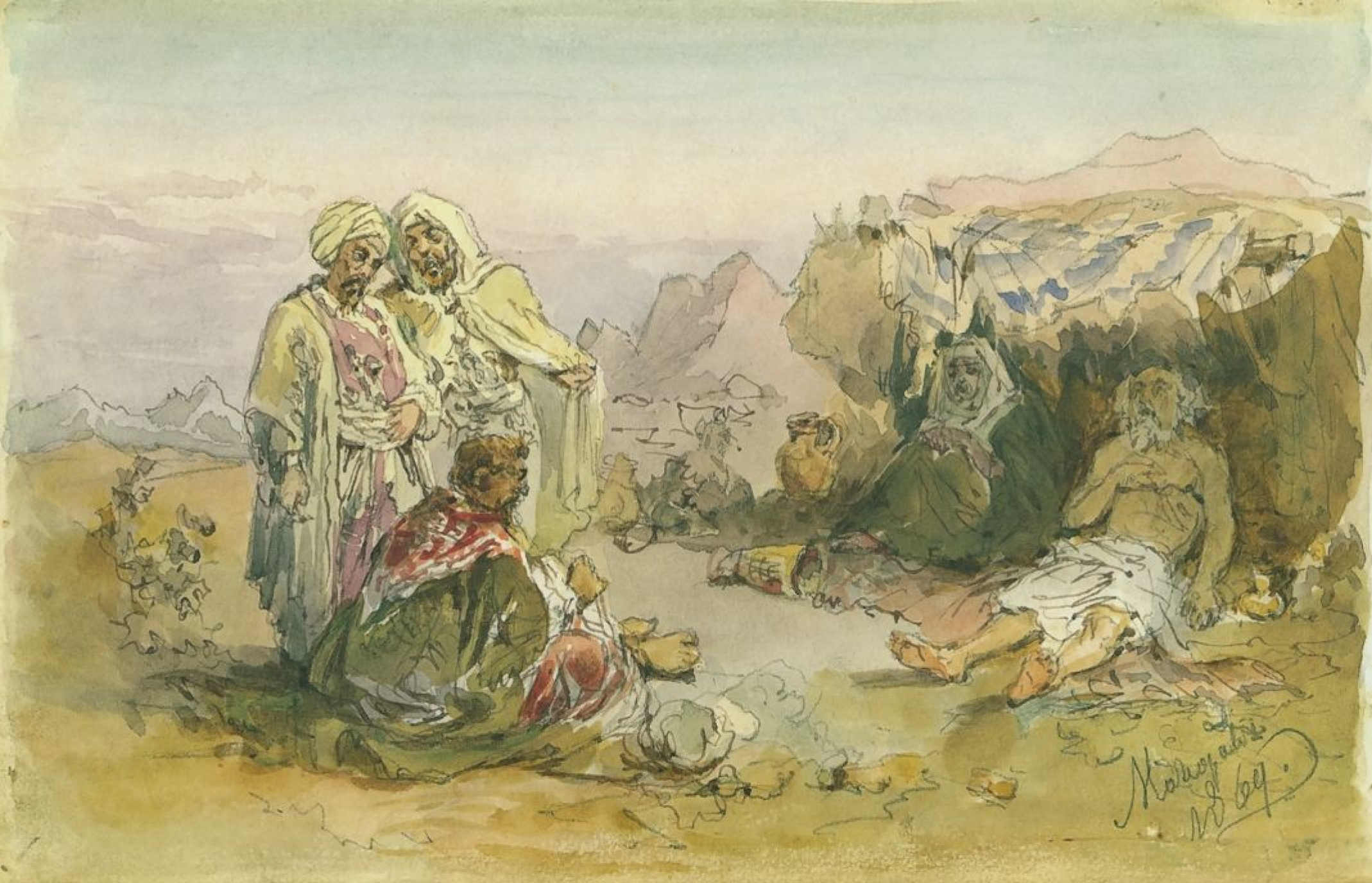
Job et ses amis Aquarelle (1869)

Note Ievgueni Makarov a notamment  peint des peintures religieuses, des paysages et des portraits. Ses portraits les plus connus sont ceux de V. S. Sergueïev  (1872), Madame Sabo (1872), et Sur la ruche (1879). 
Il a participé à différentes expositions à partir de 1869, notamment celles de l'Académie des beaux-arts, de 1869 à 1874, avec des interruptions, de  la Société des expositions des œuvres artistiques (Общества выставок художественных произведений) en 1880 et 1881, de la Société d'encouragement des artistes, en 1883 à Saint-Pétersbourg, et à l'Exposition pan-russe d'art et d'industrie de 1882 (ru) à Moscou.     
Ses œuvres sont conservées dans les collections de plusieurs musées, dont la Galerie Tretiakov.

## Iconographie
- Viktor Vasnetsov, Ievgueni Makarov, 1873, crayon graphite et la sépia sur papier, 33,2 cm × 24,6 cm, Galerie Tretiakov, Moscou[5]
- Ivan Kramskoï, Ievgueni Makarov, années 1880, huile sur toile, 44 cm × 36 cm, Galerie des beaux-arts, Smolensk[6]